# Efe Mandıracı
Ramazan Efe Mandıracı (Kuşadası, 1º aprile 2002) è un pallavolista turco, schiacciatore della You Energy.

## Carriera

### Club
Prodotto del settore giovanile dell'Arkas, Efe Mandıracı inizia la sua carriera da professionista nella stagione 2019-20, quando viene promosso in prima squadra, esordendo quindi in Efeler Ligi, e partecipa parallelamente, grazie a una doppia licenza, alla Voleybol 1. Ligi con i concittadini del TFL Altekma, con cui centra la promozione in massima serie. Nella stagione seguente torna esclusivamente in forza all'Arkas, di cui difende i colori per un quadriennio.
Nel campionato 2024-25 viene ingaggiato dagli italiani della You Energy, in Superlega.

### Nazionale
Nel 2018 è convocato nella nazionale turca Under-18, mentre nel 2020 fa parte dell'Under-20.
Esordisce nella nazionale maggiore nel 2021, vincendo, nello stesso anno, la medaglia d'oro all'European Golden League.

## Palmarès

### Nazionale (competizioni minori)
- European Golden League 2021